# 貝の火
「貝の火」（かいのひ）は、宮沢賢治の短編童話である。　賢治が亡くなった翌年（1934年）に出版されたが、花巻農学校の教員時代（1922年11月）に授業中に朗読され、生徒に感銘を与えた作品である。

## あらすじ
うさぎの子のホモイはある日、川で溺れかけているひばりの子を助け、そのお礼としてひばりの親から「自分たちの王からの贈り物」という「貝の火」という宝珠を渡される。ホモイの父によると、この「貝の火」は一生持ち通した者は今までに鳥に二人、魚に一人しかいないという宝であり、父はホモイに気をつけて光をなくさないようにと諭す。
翌日、外に出かけたホモイは出会った動物達から大変な敬意を払われるようになり戸惑う。ホモイの母親はそれはホモイが立派になったからだと話した。自分が「えらい人」になったのだと知って嬉しくなったホモイは、次の日から周りの動物達にいろんな命令を下すようになる。
そんな中、偶然今まで自分に意地悪をしてきた狐が自分に頭を下げるのを見たホモイは彼を自分の家来にするが、狐はやがてホモイに取り入ろうとするようになり、ホモイ自身も徐々に慢心するようになっていく。そんなホモイの様子を見た父親は「狐に気をつけろ」と忠告するが、それでもホモイは度々狐の言葉に乗ってしまいそうになる。
次第に狐の態度が尊大になり、ホモイが狐に脅されて悪事に加担したとき、「貝の火」は濁り始め、ついには宝珠の中の火が消えてしまう。ホモイと父親は狐の企みを食い止めるが、「貝の火」は砕け、ホモイは失明してしまった。そんなホモイを父親は「こんなことはどこにもあるのだ。それをよくわかったお前は、いちばんさいわいなのだ。目はきっとまたよくなる。お父さんがよくしてやるから。」と慰めるのだった。

## 内容に関して

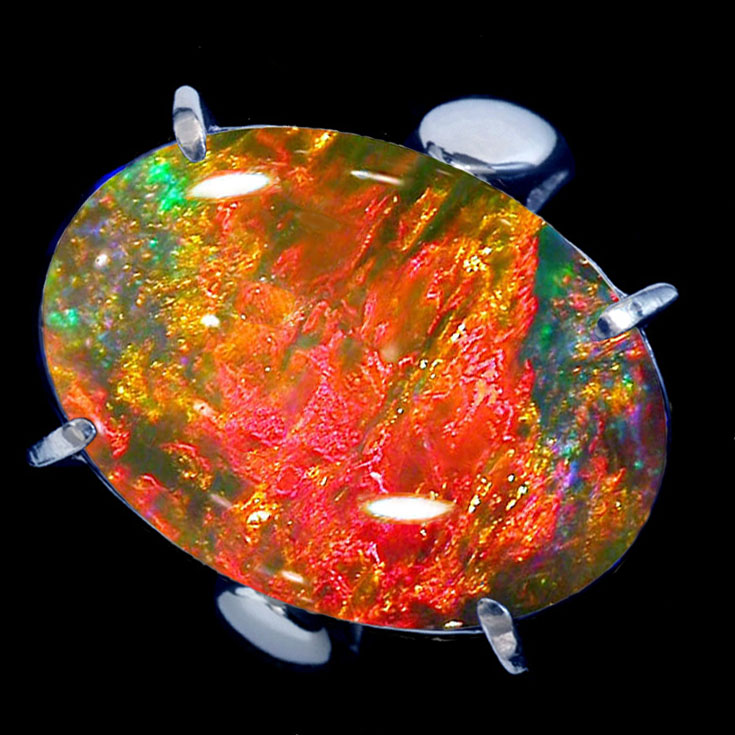
貝の火の指輪 (オパール)

貝の火とは本来蛋白石のことを指す。高級な蛋白石は妖艶な遊色を放つ美しい宝石だが、非常に不安定でもろく、取り扱いの厄介な鉱物である。ひとたび得た名声や権威のもろさを蛋白石になぞらえた作品である。　
賢治の童話作品の中では、使用した原稿用紙や筆記用具、筆跡等の分析から、比較的に初期に書かれた作品と推定されている。賢治はこの作品を「因果律の中で慢心を持った者が転落する」というモチーフで描いた。原稿の表紙には「吉→吝→凶→悔」という四つの漢字を円環状につないだものが描かれており、賢治の発想の源を垣間見ることができる。賢治は亡くなる約半年前に親友の森荘已池に送った書簡にも同じ図柄を描き、「みんなが「吉」だと思っているときはすでに「吝」へ入っていてもう逆行は容易でなく、「凶」を悲しむときすでに「悔」に属し、明日の清楚純情な福徳を約するという科学的にもとてもいいと思います。希って常に凶悔の間に身を処するものは甚だ自在であると思ったりします。」という説明を加えている。その一方で、原稿には「貝の火意味をなさず却って権勢の意を表す方可ならん…………因果律を露骨ならしむるな」という書き込みも残されている。
上記の通り、生前に刊行物に発表されることはなかったが、花巻農学校の教員時代に授業で本作を朗読したところ、内容に感銘した生徒1名が原稿を持ち帰って筆写したという逸話がある。
賢治の意図とは別に、本作は人権啓蒙などの意味をこめて音楽付き朗読公演や人形劇などに用いられて長年演じられている。
ちなみに、作中でホモイの父親がホモイが狐からもらってきたパンを見てそれが盗品だと気付き「こんなものをおれは食べない」と宣言しパンを踏みにじるという場面があるが、その翌日の食事の場面でホモイの父親が何故か食べるのを絶対に拒否すると宣言したはずのパンを食べているという矛盾した部分があり、この部分は研究の対象として文学者の間で取り上げられることがある。

## メディアに取り上げられた事例
- 「夢のつづき　わたしの絵本」（2006年4月25日　NHKBS2、4月28日 BShi、7月10日　NHK総合）